# Annotierte Bibliografie der Politikwissenschaft
Die Annotierte Bibliografie der Politikwissenschaft ist eine Datenbank, in der bis 2015/2016 fortlaufend politikwissenschaftliche Neuerscheinungen des deutschsprachigen Raums erfasst wurden. Dazu zählen unter anderem Titel aus den Fachgebieten Governance Studies, Vergleichende Regierungslehre, Internationale Beziehungen und der Europäischen Union sowie der politischen Theorie- und Ideengeschichte und der Methodenlehre. Neben Einführungstexten, allgemeinen Lehr- und Handbüchern werden zudem ausgewählte  interdisziplinäre Neuerscheinungen, etwa aus den Bereichen Soziologie, Geschichtswissenschaft oder den Rechts-, Wirtschafts- und Geowissenschaften, aufgenommen. Die Titel sind jeweils mit einer Kurzrezension versehen. Die Annotierte Bibliografie erschien seit 1996. Bis Juni 2010 war sie Bestandteil der Zeitschrift für Politikwissenschaft (ZPol). 
Seitdem wurde sie von der Redaktion des Portals für Politikwissenschaft weitergeführt.

## Geschichte
1996 rief der Politikwissenschaftler Eberhard Schütt-Wetschky die Annotierte Bibliografie der Politikwissenschaft als Bestandteil der Zeitschrift für Politikwissenschaft ins Leben. 2007 wurden die Rezensionen für die Abonnenten online gestellt. Seit 2010 ist die Bibliografie eigenständig und über das Portal für Politikwissenschaft frei zugänglich.

## Relevanzkriterien, Umfang und Annotation
Der gesamte Bestand der Annotierten Bibliografie umfasst etwa 40.000 Titel. Jährlich wurden rund 2.000 Titel neu erfasst. Die Rezensionen entstanden in Zusammenarbeit mit mehr als einhundert Rezensenten mit unterschiedlicher wissenschaftlicher Qualifikation, darunter auch Studierende. Aufgenommen werden politikwissenschaftliche Monografien, Sammelwerke, Festschriften und Online-Dissertationen sowie interdisziplinäre Veröffentlichungen mit politikwissenschaftlicher Relevanz. Nicht verzeichnet werden hingegen Zeitschriftenaufsätze, einzelne Sammelwerkbeiträge oder Lexikonartikel. Lediglich von Akten- und Dokumenteneditionen, Büchern, deren Erstauflage vor 1996 erschien und die unverändert neu herausgebracht werden, oder von Büchern, die mit neuem Titel, aber unverändertem Inhalt veröffentlicht werden, nahm die Redaktion nur die bibliografischen Daten auf.